# ウィリアム・ラムゼイ (第5代ダルハウジー伯爵)
第5代ダルハウジー伯爵ウィリアム・ラムゼイ（英語: William Ramsay, 5th Earl of Dalhousie、1710年10月没）は、スコットランド貴族。

## 生涯
第3代ダルハウジー伯爵ウィリアム・ラムゼイとメアリー・ムーア（Mary Moore、1726年3月17日没、初代ドロヘダ伯爵ヘンリー・ムーアの娘）の息子として生まれた。
1696年に兄ジョージが死去すると、ダルハウジー伯爵の爵位を継承した。その後、1703年にエディンバラシャーのシェリフ（sheriff）に任命され、1707年合同法を支持した。衛兵隊の大佐としてスペイン継承戦争に参戦、1710年1月に准将に昇進した後、同年10月にスペインで死去した。叔父ジョンの息子ウィリアムが爵位を継承した。